# Helastia farinata
Helastia farinata là một loài bướm đêm trong họ Geometridae.